# Sukarasa (Darma)
Sukarasa is een bestuurslaag in het regentschap Kuningan van de provincie West-Java, Indonesië. Sukarasa telt 2480 inwoners (volkstelling 2010).